# Факультет лазерной и световой инженерии Университета ИТМО
Факультет лазерной и световой инженерии (ФЛиСИ) был организован в 2015 году в рамках Проекта 5-100 из двух старейших факультетов Университетa ИТМО — инженерно-физического (ИФФ) и факультета оптико-информационных систем и технологий (ФОИСТ), таким образом является наследником истории и знаний обоих.
Факультет расположен в историческом здании университета в переулке Гривцова, 14. Возглавляет ФЛиСИ доктор физико-математических наук, заведующий кафедрой световых технологий и оптоэлетроники Владислав Евгеньевич Бугров.

## История

### 1930—1945
ФОИСТ был основан в 1930 году как оптический (оптико-механический). До этого подготовка мастеров в механико-оптической области велась с момента основания Механико-оптического и часового отделения в Ремесленном училище цесаревича Николая, это отделение послужило основой для создание в последующие годы ЛИТМО (сейчас — Университет ИТМО).
В 1930, когда появился ЛИТМО, в институте было два факультета: оптико-механический и точной механики. Институт готовил по общеинженерным дисциплинам, в которые входила теория оптических приборов.
Первым деканом оптико-механического факультета был Владимир Николаевич Чуриловский. Среди первых профессоров и преподавателей факультета были учёные С. И. Фрейберг, А. Н. Захарьевский, В. П. Линник, Л. Г. Титов, В. А. Мурашкинский, Л. Н. Гассовский.
При факультете были созданы кафедры: оптотехники, физиологической , технологии оптического стекла, а через три года добавилось ещё две — оптических приборов и оптико-механических приборов.
В первый год существования института на оптическом факультете обучалось 139 человек, выпуск специалистов состоялся уже в 1931 году, дипломы получили 12 человек.
В этом же году факультет стал называться оптическим, в 1932 ему вернули старое название. в 1934 открылась первая научно-исследовательская лаборатория при кафедре технологии оптического стекла.
На факультете занимались теорией расчёта оптических систем с несферическими поверхностями (в том числе технологией изготовления несферических поверхностей), разработкой астрономической оптики и скоростной киносъёмочной аппаратуры, развитием интерферометрии, был создан ряд приборов для нужд кардиологов. Были созданы широкоугольные объективы (аэрофотосъёмочный «Лиар-6» с фокусным расстоянием 100 мм и полем зрения 100°, серия объективов «Руссар» разработки М. М. Руссинова, фотограмметрические и стереофотограмметрические камеры.
В 1934 году при кафедре технологии оптического стекла была организована первая научно-исследовательская лаборатория, где была разработана методика, освободившая страну от дорогостоящего импорта абразивов из США.

### 1946—1955
ИФФ было решено организовать в начале 1946 года. В состав факультета вошли кафедра физической оптики и спектроскопии, теоретической физики, электроники, рентгенографии и электрографии, чуть позже — кафедра теплофизики (ранее называвшаяся кафедрой теплодинамики и гидравлики).
По приказу Министерства Высшего образования от 5 мая 1946 года № 152 на факультете готовили специалистов в области физической оптики, электроники, рентгенографии и ядерной физики. Распоряжением директора ЛИТМО С. А. Шиканова первым деканом был назначен один из инициаторов создания факультета — доктор физико-математических наук, профессор Дмитрий Борисович Гогоберидзе.
К чтению лекций для инженеров-физиков были привлечены ученики академика Д. С. Рождественского. Среди преподавателей были в том числе лауреаты Государственных премий СССР, член-корреспонденты АН СССР: М. А. Ельяшевич, А. А. Гершун, В. К. Прокофьев, С. Э. Фриш, Б. И. Степанов, М. Л. Вейнгеров и др. В организации ИФФ, разработке его учебных планов и программ принимал участие академик А. А. Лебедев. Все они впоследствии играли большую роль в работе факультета. Например, члены-корреспонденты АН СССР А. И. Тудоровский и Т. П. Кравец были председателями государственных экзаменационных комиссий, профессора В. К. Прокофьев, М. Л. Вейнгеров, А. А. Гершун заведовали кафедрами факультета. Президент АН СССР, академик Сергей Иванович Вавилов лично знакомился с учебными планами, участвовал в создании ИФФ.
Первые два года лабораторные занятия по физике проходили в ЛГУ. Некоторые студенты с третьего-четвёртого курса работали в лабораториях ГОИ, Физико-технического института, ВНИИМа, Государственного оптико-механического завода.
За время существования факультета состоялось шесть выпусков, первый в 1950 году — 24 человека, последний в 1955 — 55 человек. После этого факультет был закрыт в связи с реорганизацией структуры ЛИТМО, а кафедры переведены на существовавший в то время оптический и радиотехнический факультеты. Наиболее известный выпускник ИФФ 1954 года — Ю. Н. Денисюк, он изобрёл новый  метод голографической записи информации. Среди других известных выпускников: Н. А. Ярышев, Е. С. Платунов, Г. Н. Дульнев (выпуск 1951 года). Последний был ректором ЛИТМО с 1974 по 1986 год, и по его инициативе был снова открыт факультет.. Нынешний ректор Университета ИТМО В. Н. Васильев был преподавателем ИФФ.
В 1963 году на радиотехническом факультете была открыта кафедра квантовой радиоэлектроники, возглавляемая заслуженным деятелем науки и техники РСФСР, профессором К. И. Крыловым. Это была первая кафедра в России, которая начала подготовку инженеров по лазерной технике и которая сыграла существенную роль в возрождении ИФФ. В 1965 году кафедра тепловых и контрольно-измерительных приборов была переименована в кафедру теплофизики. Эти кафедры стали основой для воссоздания ИФФ через десять лет — в 1975 году.
В послевоенное время оптико-механический факультет продолжал возглавлять В. Н. Чуриловский. На факультете было изобретено множество приборов, в частности только С. Т. Цуккерманом были разработаны механокардиограф, оптический прицел.
С 1948 года кафедру оптико-механических приборов возглавил Михаил Михайлович Руссинов. На ней были разработаны бинокли с окулярным полем зрения, достигавшим 90°, перископы, прицелы, широкоугольные съёмочные объективы (до 130°). Сам Руссинов открыл явление аберрационного виньетирования.
С 1953 года деканом оптического факультета был Г. В. Погарёв. С 1957 года он возглавлял кафедру конструирования и производства оптических приборов. Кафедру технологии приборостроения возглавил А. П. Знаменский (главный инженер завода ЛОМО).
В 1982 году декан оптического факультета был А. В. Демин. Кафедры, которые входили в факультет: автоматизации конструирования оптических приборов, оптических приборов и компьютерной оптики, технологии оптических деталей и покрытий, теории оптических приборов, системотехники оптических приборов и комплексов.

### 1975—наши дни
В 1975 году ИФФ был вновь открыт. В состав вошли кафедра квантовой электроники, оптико-электронных приборов, спектральных и оптико-физических приборов, теплофизика, вновь была организована кафедра теоретической физики.
Оптический в те годы был самым крупным факультетом в России по подготовке специалистов-оптиков, а название ФОИСТ получил с 1998 года после перехода на него трёх кафедр с ИФФ.
Через почти два десятилетия, в 1994 году в структуре ИТМО было восемь факультетов: естественнонаучный, инженерно-физический, оптический, компьютерных технологий и управления, точной механики и технологий, гуманитарный, вечерний и ускоренного обучения. В их состав входило 38 кафедр, из которых 23 были выпускающими.
На тот момент в состав ИФФ входили кафедры: квантовой электроники и биомедицинской оптики, оптико-электронных приборов и систем, спектральных и оптико-физических приборов, лазерных технологий и экологического приборостроения, компьютерной теплофизики и энергофизического мониторинга, в составе ещё были кафедра физической химии, волоконной и интегральной оптики.
В 2000 году три профессора ИФФ получили звание заслуженный деятель науки РФ.
Среди известных выпускников второго периода ИФФ заслуженный конструктор РФ, начальник отделения «Конструкторское бюро приборостроения» (Тула) С. Л. Погорельский; проректор д. ф.-м. н., профессор Ю. Л. Колесников (выпуск 1980 года); генеральный директор ОАО «Энергоформ» В. Т. Володкевич (выпуск 1986 года); президент ОАО «Севзапмолоко» И. Ф. Подлипенцев (выпуск 1991 года); генеральный директор ОАО «Термо» — А. А. Плотников (выпуск 2000 года) и другие.
По данным 2000 года на ИФФ обучалось около 600 студентов и 50 аспирантов, среди преподавательского состава насчитывалось 19 профессоров, дтн и 32 доцента, ктн.
В аспирантуру ежегодно принимается 20-30 человек, на факультете существует система завершения образования в ведущих университетах Европы, США, Азии.
Деканы
- Гогоберидзе Дмитрий Борисович (1946—1948)[27]
- Кондратьев Георгий Михайлович (1948—1952)[28]
- Нагибина Ирина Михайловна (1975—1976)[29]
- Ярышев Николай Алексеевич (1976—1981)[20]
- Прокопенко Виктор Трофимович(1981—1985)[30]
- Мешковский Игорь Касьянович (1985—1987)[31]
- Прокопенко Виктор Трофимович (1985—2007)[30]
- Лукьянов Геннадий Николаевич (2007—2015)[32][33]
- Вознесенская Анна Олеговна (2015—2018)[34]

ФОИСТ готовил специалистов в области управления оптико-информационными технологиями, методами и приборами, которые применяются от медицины, экологии и метрологии до обороны, охраны и космических исследований. Кафедры, входившие в ФОИСТ в 2014 году: оптико-электронных приборов и систем и прикладной и компьютерной оптики.
На факультете обучалось более 500 студентов и около 50 аспирантов.
С 15 мая 2015 года в рамках Проекта 5-100 на ИФФ произошла реорганизация некоторых кафедр и создание новых, появились кафедра лазерных технологий и лазерной техники,
кафедра сенсорики, кафедра световых технологий и оптоэлектроники.
А с сентября 2015 ИФФ и ФОИСТ были объединены в факультет лазерной и световой инженерии (ФЛиСИ)
В 2018 году факультет был поделен на два других - факультет прикладной оптики (ФПО) и факультет лазерной фотоники и оптоэлектроники (ФЛФО)

## Научная работа
На базе ИФФ работали научные организации:
- лаборатории микро- и нанотехнологий в лазерной медицине
- лаборатория лазерных информационных и технологических систем
- межкафедральная учебная лаборатория по компьютерному моделированию физико-технических процессов
- лаборатория электронных систем и датчиков
- лаборатория по когерентной и нелинейной оптике
- научно-образовательный центр лазерных микро- и нанотехнологий[24]

Для организации учебного процесса был задействован производственный комплекс оборудования предприятия «Лазертех».
В 2015 году в рамках сотрудничества с Университетом ИТМО компания IntiLED организовала производственную летнюю практику для студентов 4 и 5 курсов ИФФ.
Научные достижения ФОИСТ:
- Создание альт-азимутального большого астрономического телескопа БТА, который долгое время был самым большим в мире[39].
- Создание оптико-электронной аппаратуры для исследования спутников Марса по космическому проекту Фобос[40].
- Разработка отечественных компьютерных программ «ОПАЛ» и «САРО» для расчета оптических систем[41].
- Проектирование оптико-электронных средств для контроля главного зеркала радиотелескопа диаметром 70 метров, создаваемого по международному проекту на плато Суффа[42][43].
- Разработка и изготовление оптической аппаратуры по космическому проекту Фобос-Грунт[35][44].

### Разработки кафедр ФЛиСИ
- Спектрометр для измерения коэффициента пропускания
- Спектрометр для измерения коэффициента отражения
- Спектрометр для ультрафиолетовой области спектра
- Прибор для определения колориметрических параметров
- Лазерные проекторы для световых шоу
- Прибор для аспирации и ирригации в микрохирургии глаза
- Комплект оборудования для настройки тепловизора
- Термоэлектрическая система термостабилизации медицинского твердотельного лазера
- Термостат для наземных испытаний летательных аппаратов[45]

## Кафедры, входящие в состав факультета
- Световых технологий и оптоэлектроники (СТО)
- Компьютерной теплофизики и энергофизического мониторинга (КТФиЭМ)
- Лазерных технологий и лазерной техники (ЛТиЛТ)
- Сенсорики (СН)
- Информационных технологий топливно-энергетического комплекса (ИТТЭК)
- Оптики лазеров (ОЛ)
- Современных функциональных материалов (СФМ)
- Инженерной фотоники (ИнфФот)
- Оптико-электронных приборов и систем (ОЭПиС)
- Прикладной и компьютерной оптики (ПиКО)
- Школа светового дизайна